# Église Saint-Roque de Żebbuġ
L'église Saint-Roque est située dans la ville de Żebbuġ à Malte. Il abrite aujourd'hui un petit musée.

## Historique
Après l'irruption de la peste de 1592 qui ravagea l'île - plus de 3 000 morts -, Tumas Vassalo et sa femme Katarin commencèrent la construction de cette église en 1597. Depuis 1980, son entretien est placé sous la responsabilité de Din l-Art Ħelwa.

## Architecture
C'est une église relativement simple dans sa construction qui est recouverte de dalles de pierres.

## Intérieur
Des fresques du XVIIe siècle ont été restaurées en 1989.